# Brusno kúpele
Brusno kúpele – przystanek kolejowy znajdujący się w miejscowości Brusno, w kraju bańskobystrzyckim, na linii kolejowej 172 Banská Bystrica – Červená Skala, na Słowacji.